# Billerbeck
Billerbeck is een stad in de Duitse deelstaat Noordrijn-Westfalen, gelegen in de Kreis Coesfeld. De stad telt 11.538 inwoners (31 december 2020) op een oppervlakte van 91,36 km². Naburige steden zijn onder andere Coesfeld, Dülmen en Lüdinghausen.

## Indeling van de gemeente
Tot de gemeente behoren:
- het stadje Billerbeck zelf;
- de voormalige gemeente Beerlage  (ten noordoosten van Billerbeck), onderverdeeld in vier gehuchten, met in totaal circa 1.250 inwoners;
- en ten slotte de voormalige, ruim 2.000 inwoners tellende,  gemeente Kirchspiel kerspel Billerbeck, bestaande uit talrijke gehuchten en bijeenhorende groepen boerderijen (Bauerschaften) rondom Billerbeck-stad. Deze beide buurgemeenten werden in 1969 stadsdelen van Billerbeck.

Wapen van de voormalige gemeente Beerlage

## Ligging, verkeer, vervoer
De stad ligt in de Baumberge, circa 10 km ten oosten van Coesfeld en 30 km ten westen van Münster. De stad zelf wordt niet door grote wegen doorsneden. Maar vanaf de A31 Emden - Bottrop (via Coesfeld), en de A43 Münster - Wuppertal, via Nottuln, is de stad voor autoverkeer ontsloten.
Per trein kan men 1 x per uur met de enkelsporige Baumbergebahn van of naar Coesfeld en Munster rijden. Het ruim 200 inwoners tellende gehucht Lutum, 5 km ten westen van Billerbeck, heeft ook een spoorweghalte aan deze lijn.

## Geschiedenis
In 809 stierf Ludger te Billerbeck. 
Het stadje verwierf stadsrechten in 1302 door bisschop Otto III van Rietberg. In 1548 werd het door Wederdopers in brand gestoken. Billerbeck deelde verder de historische lotgevallen van het Prinsbisdom Münster.
Het klooster  Gerleve werd in de Tweede Wereldoorlog door de nazi's van de kloostergemeenschap afgenomen. Het diende in die tijd als school voor de Hitlerjugend, kraamkliniek en lazaret. Ook na de verovering door de geallieerden in 1945 diende het complex nog enige jaren als  hospitaal en noodonderkomen voor vluchtelingen. In 1951 kon het kloosterleven er pas hervat worden.

## Bezienswaardigheden
- Billerbeck is een in heel Duitsland bekende bedevaartplaats. In 809 stierf Ludger te Billerbeck. Op de plaats van zijn sterfkapel is eind 19e eeuw een grote bedevaartkerk, de Ludgeri-Dom, gebouwd. In het stadje staan, onder andere aan de Münsterstraße, nog enige schilderachtige oude huizen.
- Ook het plein rondom de Sint-Johannes de Doperkerk is schilderachtig.  Deze, vooral van binnen bezienswaardige, Johanniskirche werd in de 11e eeuw in romaanse stijl gebouwd en in de 13e en 15e eeuw uitgebreid en gerenoveerd.
- Iets ten zuiden van het centrum staat het uit de 18e eeuw daterende en in 1976 gerestaureerde, kasteelachtige huis Kolvenburg. Het is een cultureel centrum, met eromheen een tuin, waar onder meer concerten (zowel in het gebouw als outdoor in de tuin) en wisselende kunstexposities worden gehouden.
- Zes kilometer ten zuidwesten van Billerbeck, in het gehucht Gerleve, staat sinds 1904 een monnikenklooster van de orde der benedictijnen. Velen bezoeken dit klooster om er tot bezinning te komen of in de eenvoudig ingerichte kloosterkerk de mis te vieren en te luisteren naar de gregoriaanse zang door de monniken. Het klooster heeft een eigen winkel, waar men onder andere boeken en muziekdragers met religieuze thema's kan kopen. Het klooster heeft ook een restaurant. Een gedeelte van het kloostercomplex mag niet worden betreden door vrouwen.
- Ten zuidoosten van Billerbeck is de bron van de rivier de Berkel. Vanuit Billerbeck lopen veel fietsroutes door de Baumberge.
- De stad heeft een openluchttheater. Het ligt in een klein bos aan de noordoostrand van Billerbeck.
- Kasteel Haus Hameren wordt bewoond door leden van een der Duitse takken van het adellijke geslacht Von Twickel. Het 1 km ten zuiden van Billerbeck gelegen, van oorsprong 14e-eeuwse, van een bergfried voorziene kasteel kan niet bezichtigd worden.

## Economie
De stad ligt in de Baumberge, en leeft voornamelijk van de levensmiddelenindustrie alsmede van inkomsten door het bezoek van bedevaartsgangers en het toerisme.
De grootste te Billerbeck gevestigde onderneming is, met ruim 400 medewerkers, de, uit een van 1884-1962 bestaande stoom-melkfabriek voortgekomen, firma Dr. Suwelack (vriesdroogtechniek van levensmiddelen, preparaten ter behandeling van derdegraads brandwonden).

## Niet te verwarren met
In de nabijheid van Einbeck, aan de westrand van Schnega (Lüchow-Dannenberg) en bij Horn-Bad Meinberg liggen dorpen, die Billerbeck heten.
Er bestaan in Duitsland drie adellijke geslachten Von Billerbeck. Waarschijnlijk stamt een van die geslachten uit Billerbeck bij Einbeck, dan wel uit een niet meer bestaande plaats Billerbeck nabij Lüneburg, en stammen de beide andere, al sedert de 17e eeuw uitgestorven, families uit Billerbeck in het Münsterland.

## Partnersteden
Billerbeck heeft een stedenband met:
- Englewood (Ohio) (Verenigde Staten)
- Erquinghem-Lys (Frankrijk)
- Iecava (Letland)

## Belangrijke personen, geboren in de gemeente Billerbeck
- Bernhard van Raesfeld (* 9 november 1508 op kasteel Haus Hameren; † 18 april 1574 in Münster) van  december 1557 tot oktober 1566 prinsbisschop van Münster
- Godfried van Raesfeld (* 1522 op kasteel Haus Hameren; † 23 oktober 1586), in dialect: Goddert von Raesfeld, aartsdeken van de Dom van Münster, zeer invloedrijk rooms-katholiek geestelijke, wordt beschouwd als de oprichter van een jezuïetencollege, waaruit de Universiteit van Münster is ontstaan; hij was vanaf 1568 Amtsherr van Lüdinghausen, wat inhoudt, dat hij die stad namens de bisschop van Münster regeerde.

## Afbeeldingen

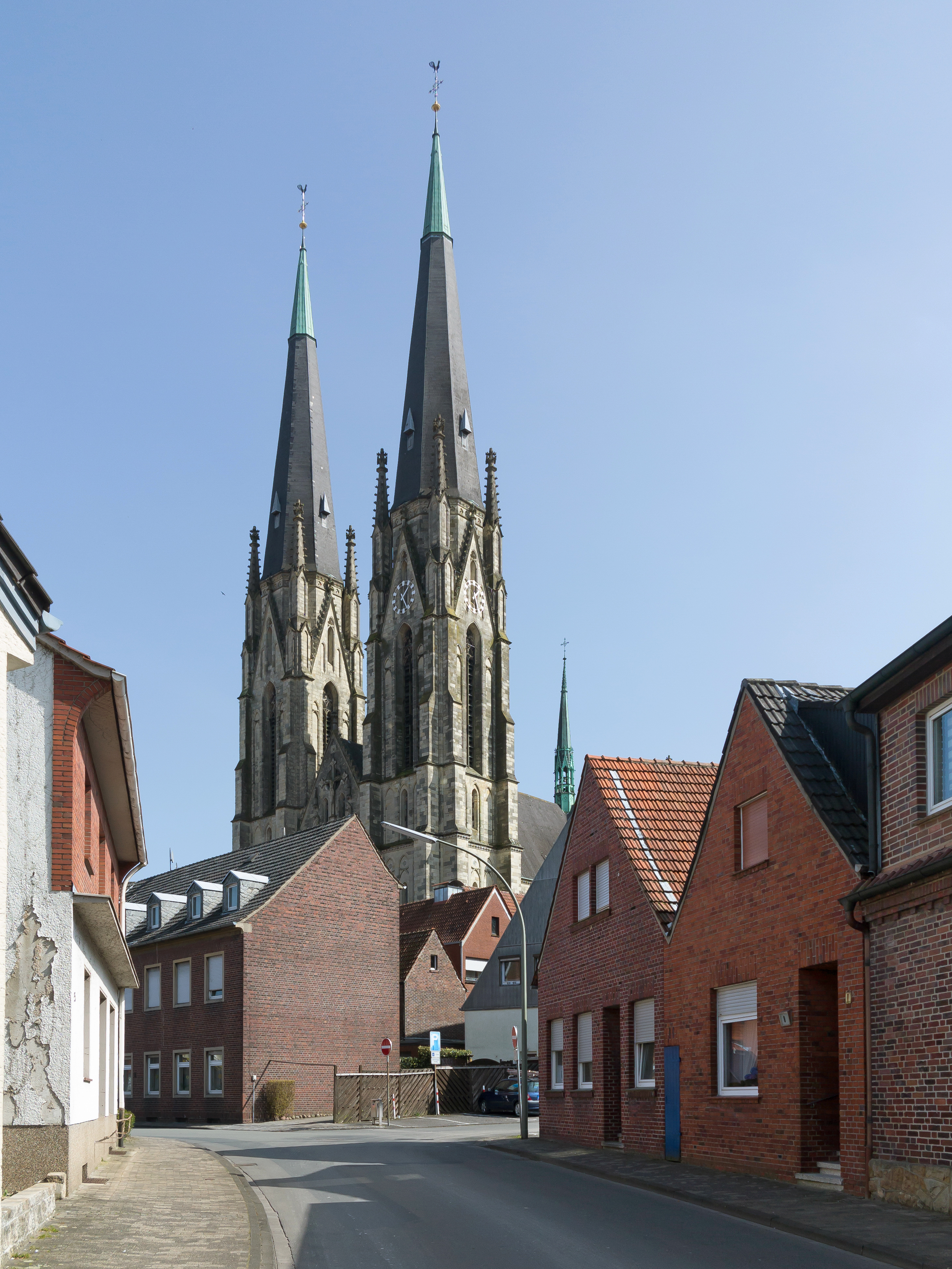
Bedevaartkerk: St.Ludgerus
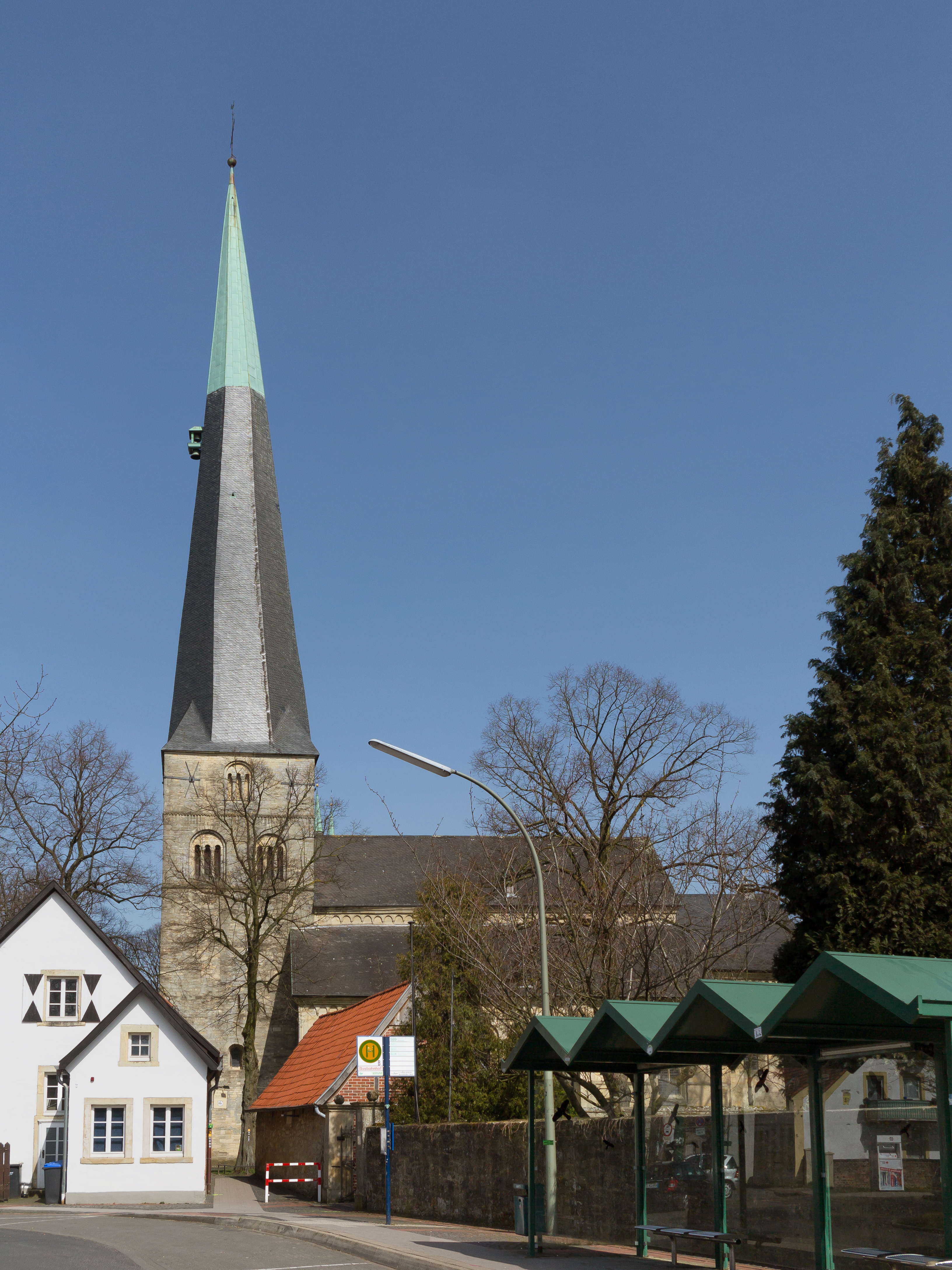
Kerk: Johanneskerk
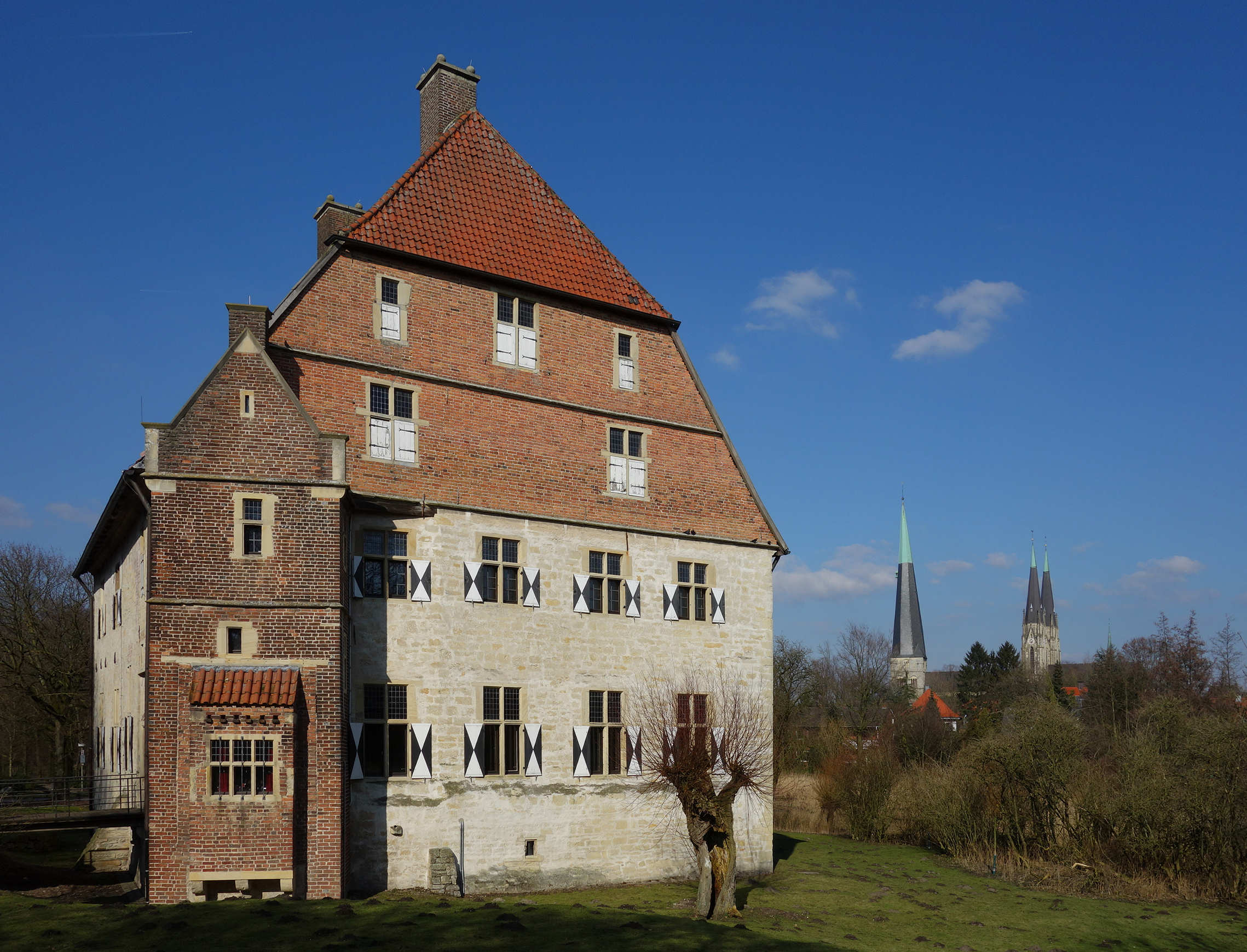
De Kolvenburg
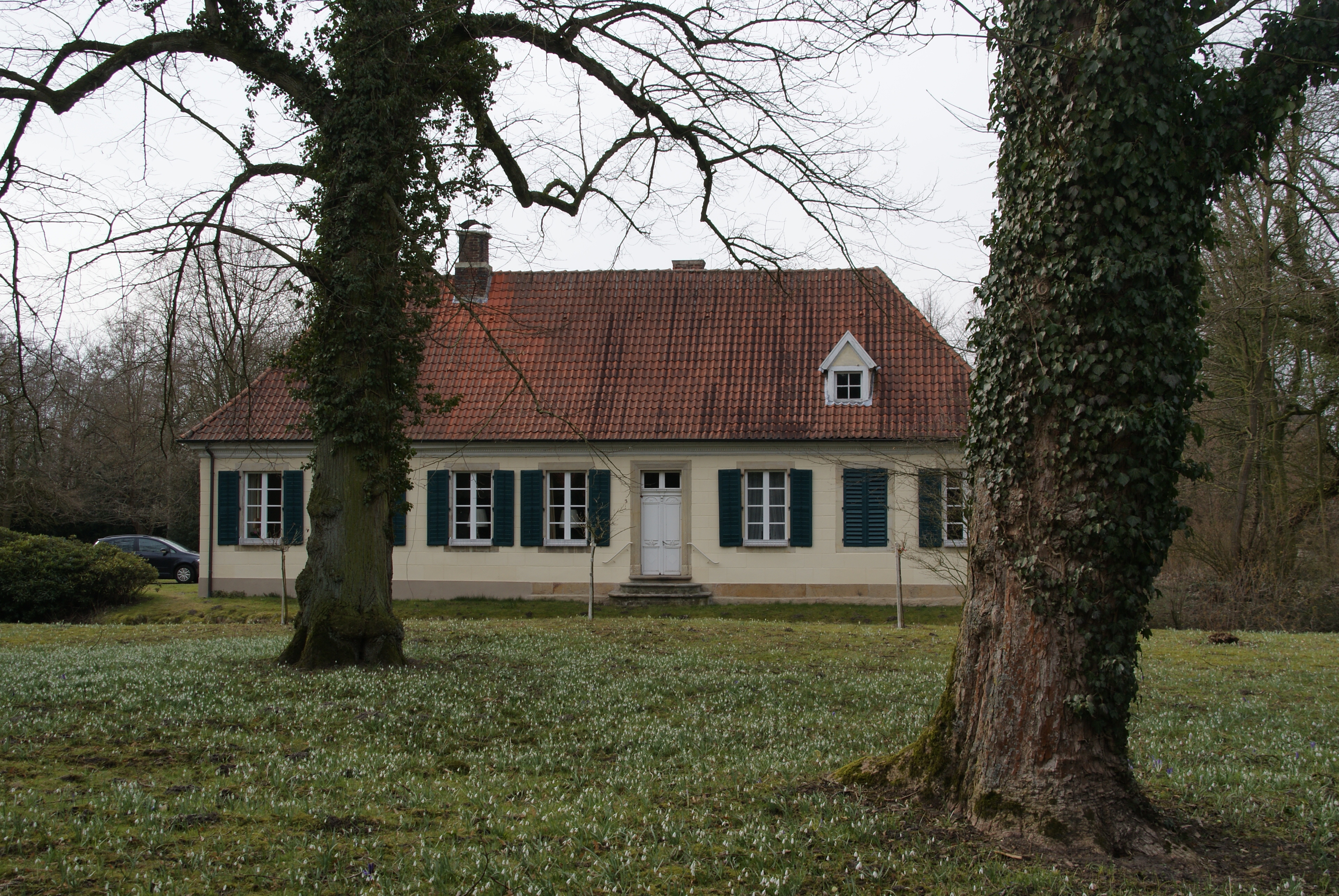
Richthof (1820), voormalige ambtswoning van de stadsvoogd en -rechter
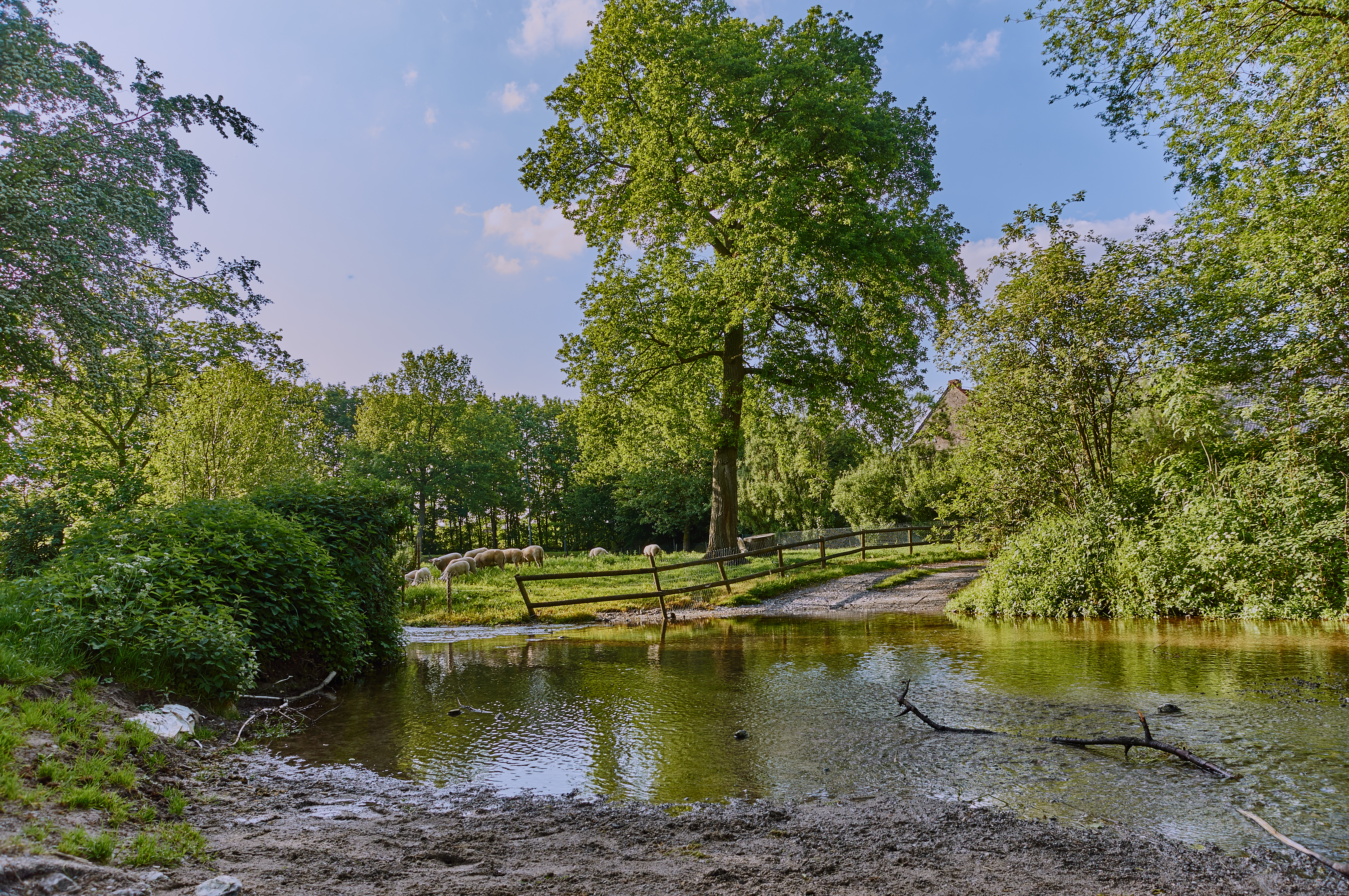
voorde in de Berkel bij Billerbeck
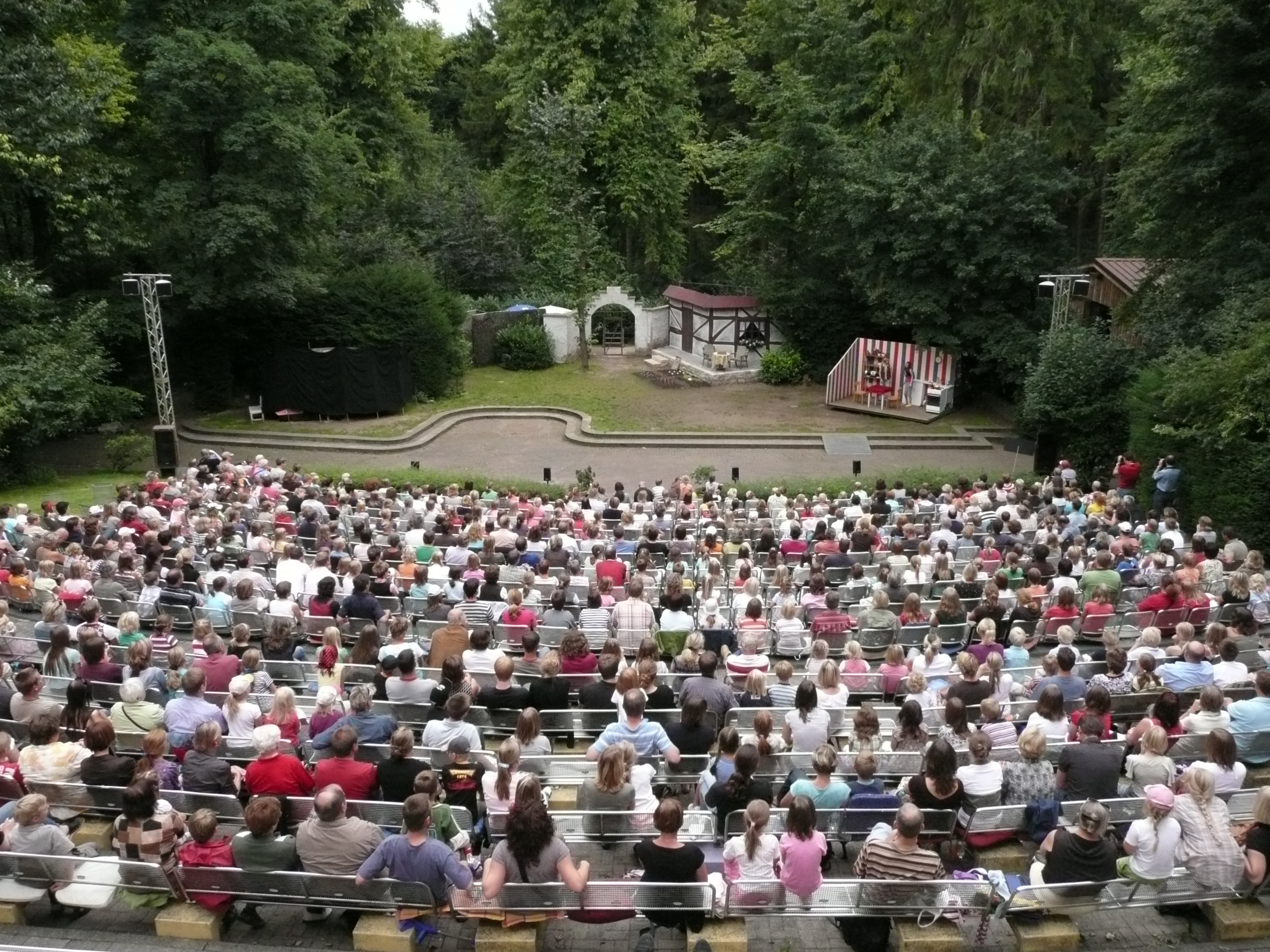
Openluchttheater
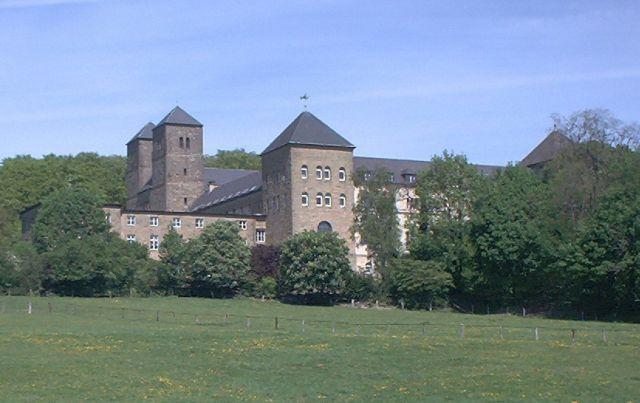
Benedictijnerabdij Gerleve
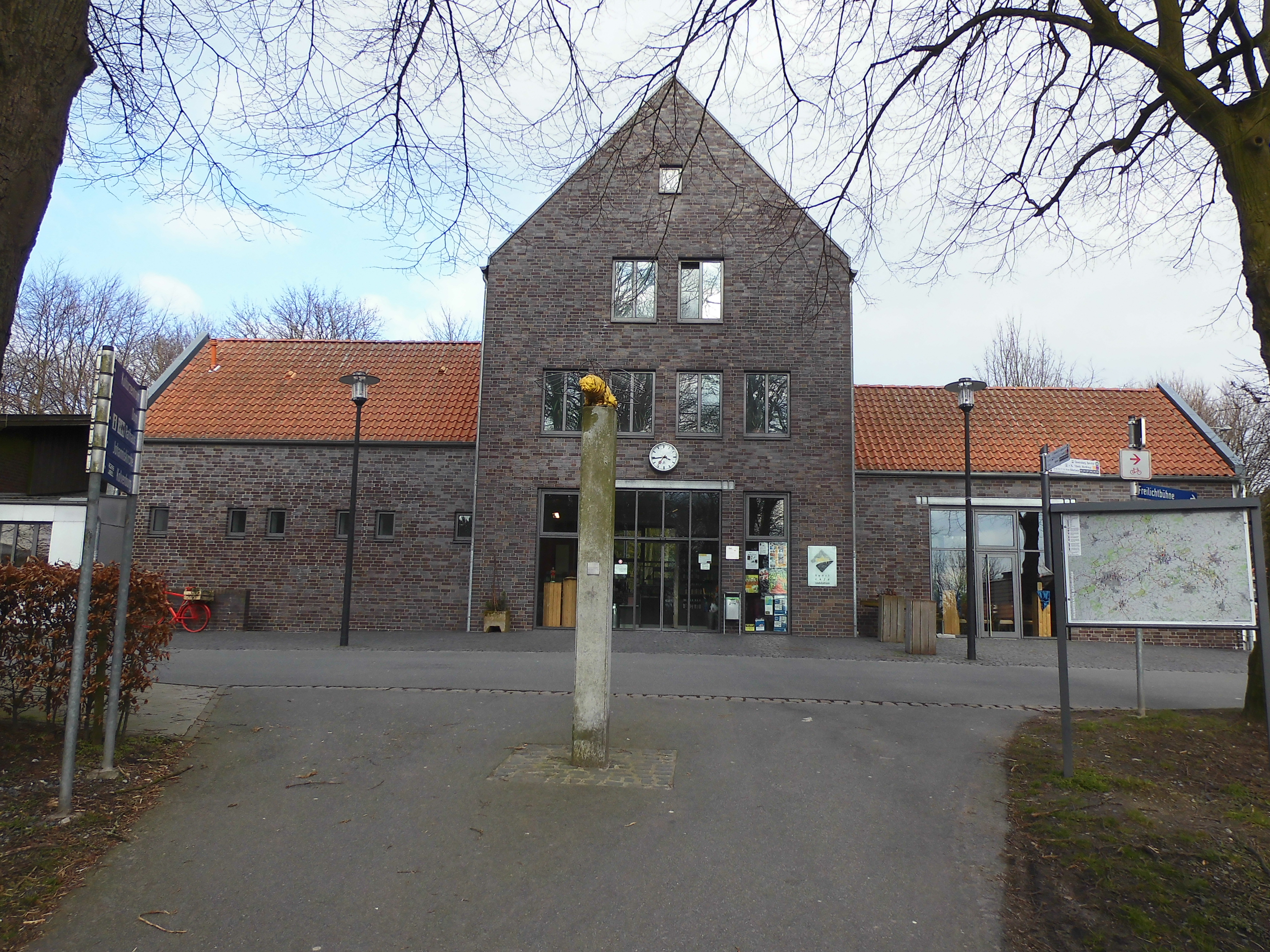
Het station
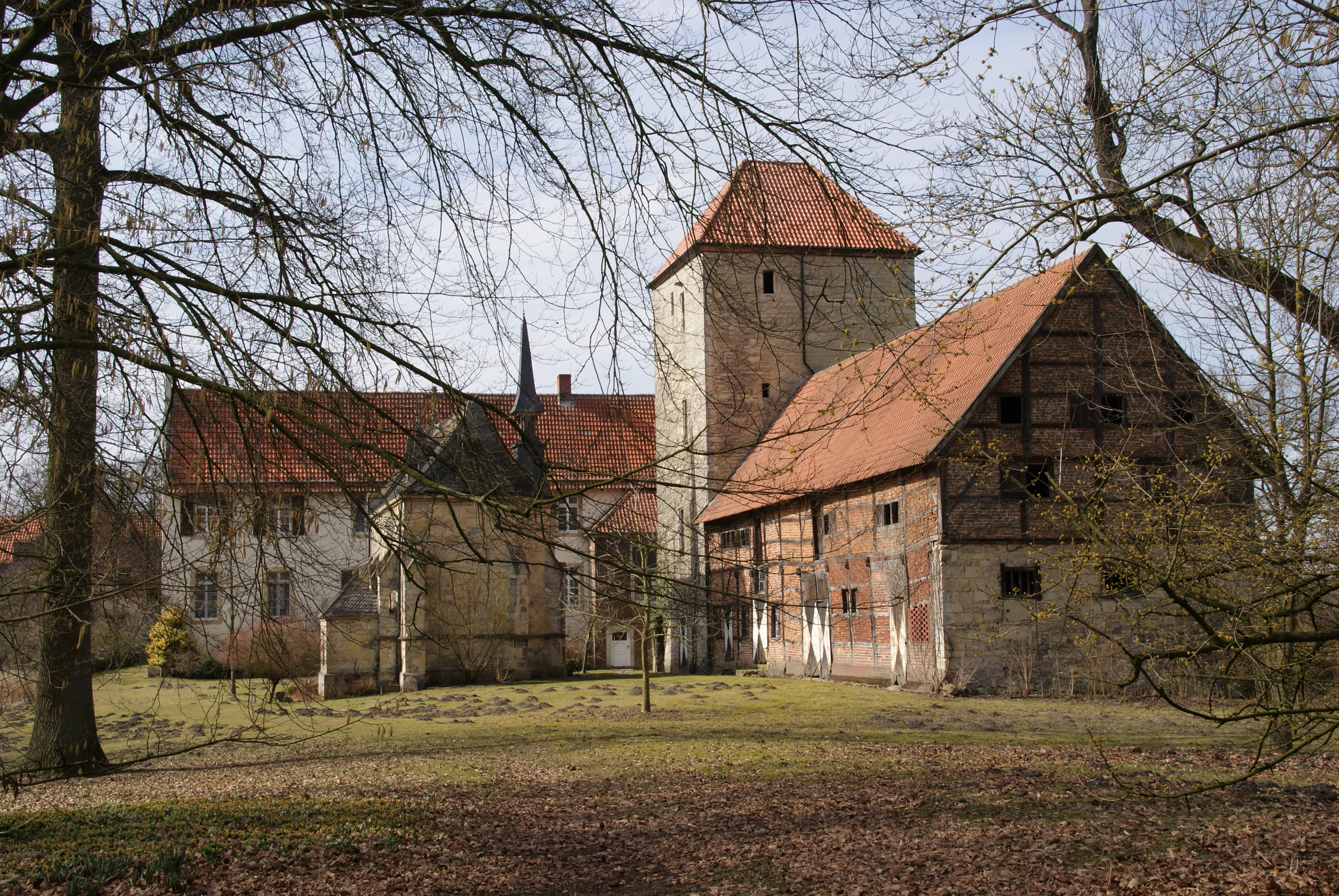
Kasteel Haus Hameren

Ascheberg · Billerbeck · Coesfeld · Dülmen · Havixbeck · Lüdinghausen · Nordkirchen · Nottuln · Olfen · Rosendahl · Senden